# Circondario di Castellammare di Stabia
Il circondario di Castellammare di Stabia era uno dei circondari in cui era suddivisa la provincia di Napoli.

## Storia
Con l'Unità d'Italia (1861) la suddivisione in province e circondari stabilita dal Decreto Rattazzi fu estesa all'intera Penisola.
Il circondario di Castellammare di Stabia venne soppresso nel 1926 e il territorio assegnato al circondario di Napoli.

## Suddivisione in mandamenti
Elenco dei mandamenti e dei relativi comuni:
- Mandamento di Castellammare di Stabia
Castellammare di Stabia
- Mandamento di Vico Equense
Vico Equense
- Mandamento di Piano
Piano di Sorrento, Meta
- Mandamento di Sorrento
Sorrento
- Mandamento di Massa Lubrense
Massa Lubrense
- Mandamento di Capri
Capri, Anacapri
- Mandamento di Gragnano
Gragnano, Lettere, Casola di Napoli, Pimonte
- Mandamento di Torre Annunziata
Torre Annunziata, Boscoreale
- Mandamento di Boscotrecase
Boscotrecase, Poggiomarino
- Mandamento di Ottaviano
Ottaviano
- Mandamento di Agerola
Agerola